# Mahídin Hálef
Mahídin Hálef (1944. január 17. – 2024. december 10.) marokkói labdarúgó, edző.

## Pályafutása

### Klubcsapatban
1960 és 1961 között a Kanitra AC, 1961 és 1967 között a IZ Khemissat csapatában játszott. 1968 és 1974 között Algériában szerepelt. 1968 és 1970, illetve 1971 és 1974 között a JS Kabylie játékosa volt, melynek színeiben 1973-ban és 1974-ben algériai bajnoki címet szerzett. Az 1970–71-es idényben az NA Hussein-Dey együttesében játszott.  

### Edzőként
1977 és 1990 között a JS Kabylie csapatát irányította vezetőedzőként. Vezetésével nyolc bajnoki címet (1980, 1982, 1983, 1985, 1986) szereztek és 1981-ben a a bajnokcsapatok Afrika-kupája serlegét is elhódították. 1979 és 1984 között párhuzamosan az algériai válogatott szövetségi kapitánya is volt és sikeresen kivezette a nemzeti csapatot az 1982-es világbajnokságra, ahol társával, Rasíd Mehlúfíval közösen irányították az együttest.
1990 és 1991 között az Egyesült Arab Emírségekben dolgozott az El-Ajn FC együttesénél. 1993 és 1997 között a marokkói IR Tanger, 1993 és 1997 között a szintén marokkói MC Oujda csapatát edzette. 2000-ben rövid ideig a tunéziai Étoile du Sahel csapatánál dolgozott. 2000 és 2001 között JS Kabylie vezetőedzője volt, mellyel 2001-ben megnyerte a CAF-kupát.

## Sikerei, díjai

### Játékosként
- Algériai bajnok (2): 1972–73, 1973–74

### Edzőként
JS Kabylie
- Bajnokcsapatok Afrika-kupája (1): 1981
- CAF-szuperkupa (1): 1982
- Algériai bajnok (8): 1976–77, 1979–80, 1981–82, 1982–83, 1984–85, 1985–86, 1988–89, 1989–90
- CAF-kupa (1): 2001

Algéria
- Afrikai nemzetek kupája döntős (1): 1980
- Afrikai nemzetek kupája bronzérmes (1): 1984